# Elektrownia Niederaußem
Elektrownia Niederaußem (niem. Kraftwerk Niederaußem) – elektrownia węglowa zasilana węglem brunatnym należąca do niemieckiego koncernu RWE, największa tego typu elektrownia o mocy 3864 MW. W 2007 roku skwalifikowana została jako trzecia, a w 2011 jako  pierwsza elektrownia tego typu w Unii Europejskiej oraz 7. na świecie o największej emisji dwutlenku węgla

## Opis
Nazwa elektrowni pochodzi od dzielnicy Niederaußem w mieście Bergheim w niemieckim landzie Nadrenia Północna-Westfalia. Elektrownia zbudowana została w latach 1963–2003. Posiada 9 bloków energetycznych produkujących energię elektryczną.
Opalana jest węglem brunatnym wydobywanym w Nadrenii.
| Blok                                     | (A)                              | (B)                              | C                                | D                          | E                          | F                          | G                          | H                          | K (BoA)                |
| ---------------------------------------- | -------------------------------- | -------------------------------- | -------------------------------- | -------------------------- | -------------------------- | -------------------------- | -------------------------- | -------------------------- | ---------------------- |
| Nominalna moc elektryczna Turbina parowa | 2 × 150 MW                       | 2 × 150 MW                       | 300 MW (2 Kessel)                | 3 × 300 MW                 | 3 × 300 MW                 | 3 × 300 MW                 | 2 × 600 MW                 | 2 × 600 MW                 | 944 MW                 |
| Rozruch                                  | 1963                             | 1963                             | 1965                             | 1968–1971                  | 1968–1971                  | 1968–1971                  | 1974                       | 1974                       | 2003                   |
| Komin (wysokość)                         | 1 × 100 m                        | 1 × 100 m                        | 1 × 100 m                        | 3 × 130 m                  | 3 × 130 m                  | 3 × 130 m                  | 2 × 160 m                  | 2 × 160 m                  | –                      |
| Chłodnia kominowa                        | 6 × 40 m (wentylatory chłodzące) | 6 × 40 m (wentylatory chłodzące) | 6 × 40 m (wentylatory chłodzące) | 3 × 106 m (ciąg naturalny) | 3 × 106 m (ciąg naturalny) | 3 × 106 m (ciąg naturalny) | 2 × 128 m (ciąg naturalny) | 2 × 128 m (ciąg naturalny) | 200 m (ciąg naturalny) |

## Środowisko naturalne
| Zanieczyszczenie powietrza | Wielkość emisji PRTR 2007 | Wielkość emisji PRTR 2008 | Wielkość emisji PRTR 2009 | Wielkość emisji PRTR 2010 | Wielkość emisji PRTR 2011 |
| -------------------------- | ------------------------- | ------------------------- | ------------------------- | ------------------------- | ------------------------- |
| Dwutlenek węgla CO2        | 31 300 000 000 kg         | 24 900 000 000 kg         | 26 300 000 000 kg         | 28 100 000 000 kg         | 28 600 000 000 kg         |
| Tlenki azotu NOx/NO2       | 18 600 000 kg             | 14 000 000 kg             | 15 400 000 kg             | 17 900 000 kg             | 18 500 000 kg             |
| Tlenki siarki SOx/SO2      | 5 750 000 kg              | 4 100 000 kg              | 6 420 000 kg              | 6 870 000 kg              | 6 610 000 kg              |
| Tlenek węgla CO            | 6 750 000 kg              | 5 110 000 kg              | 5 360 000 kg              | 5 990 000 kg              | 5 980 000 kg              |
| Pył                        | 989 000 kg                | 482 000 kg                | 440 000 kg                | 386 000 kg                | 452 000 kg                |
| Chlorowodór HCl            | 159 000 kg                | 128 000 kg                | 135 000 kg                | 145 000 kg                | 148 000 kg                |
| Fluorowodór HF             | 12 000 kg                 | 9730 kg                   | 10 300 kg                 | 11 000 kg                 | 11 200 kg                 |
| Rtęć Hg                    | 548 kg                    | 442 kg                    | 467 kg                    | 499 kg                    | 509 kg                    |
| Cynk Zn                    | 307 kg                    | 248 kg                    | 261 kg                    | 279 kg                    | 285 kg                    |
| Arsen As                   | 55,0 kg                   | 44,2 kg                   | 46,7 kg                   | 49,9 kg                   | 50,9 kg                   |

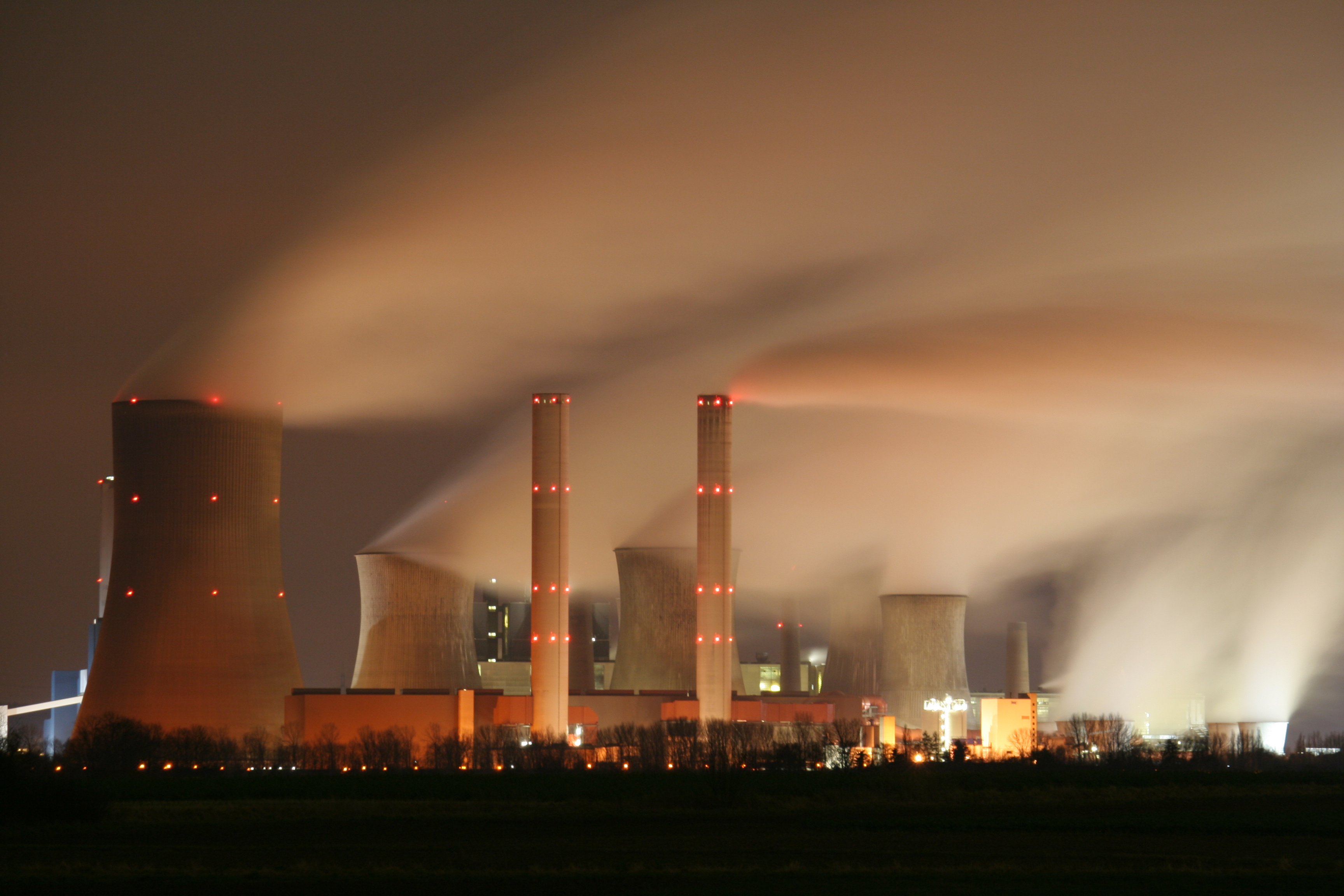
Elektrownia Niederaußem nocą.

Według raportu Dirty Thirty opublikowanego przez World Wide Fund for Nature w maju 2007 roku elektrownia znalazła się na trzecim miejscu wśród największych emitentów CO2 w Unii Europejskiej. W 2011 roku znajduje się pod tym względem na pierwszym miejscu w Europie oraz na 7. miejscu na świecie.
| Ranking | Elektrownia     | Kraj      | Paliwo          | Powstanie            | Operator     | Emisja relatywna w g/kWh | Emisja absolutna w mln ton |
| ------- | --------------- | --------- | --------------- | -------------------- | ------------ | ------------------------ | -------------------------- |
| 1       | Agios Dimitrios | Grecja    | Węgiel brunatny | 1984-1986, 1997      | DEH          | 1350                     | 12,4                       |
| 2       | Kardia          | Grecja    | Węgiel brunatny | 1975, 1980-1981      | DEH          | 1250                     | 8,8                        |
| 3       | Niederaußem     | Niemcy    | Węgiel brunatny | 1963-1974, 2002      | RWE          | 1200                     | 27,4                       |
| 4       | Jänschwalde     | Niemcy    | Węgiel brunatny | 1976-1989            | Vattenfall   | 1200                     | 23,7                       |
| 5       | Frimmersdorf    | Niemcy    | Węgiel brunatny | 1957-1970            | RWE          | 1187                     | 19,3                       |
| 6       | Weisweiler      | Niemcy    | Węgiel brunatny | 1955-1975            | RWE          | 1180                     | 18,8                       |
| 7       | Neurath         | Niemcy    | Węgiel brunatny | 1972-1976            | RWE          | 1150                     | 17,9                       |
| 8       | Turów           | Polska    | Węgiel brunatny | 1965-1971, 1998-2004 | BOT GiE S.A. | 1150                     | 13,0                       |
| 9       | As Pontes       | Hiszpania | Węgiel brunatny | 1972-1976            | ENDESA       | 1150                     | 9,1                        |
| 10      | Boxberg         | Niemcy    | Węgiel brunatny | 1979-1980, 2000      | Vattenfall   | 1100                     | 15,5                       |